# Новиков, Алексей Иванович (Герой Советского Союза)
Алексе́й Ива́нович Но́виков (25 октября (7 ноября) 1916, Москва, Московская губерния, Российская империя — 23 октября 1986, Москва, РСФСР, СССР) — Герой Советского Союза (1943), генерал-майор авиации (1959).

## Биография
Родился 25 октября (7 ноября) 1916 года в Москве. Детство и юность провёл в посёлке Томилино (Люберецкий район Московской области). Окончил 7 классов школы в городе Люберцы (Московская область), в 1933 году — школу ФЗУ в Москве. В 1933—1936 годах работал токарем по металлу на авиамоторном заводе № 24 в Москве.
В 1936 году окончил аэроклуб при авиамоторном заводе № 24, в 1937 году — Ульяновскую объединённую лётно-техническую школу Осоавиахима. В 1937—1939 годах работал лётчиком-инструктором в Железнодорожном аэроклубе г. Москвы.
В армии с января 1939 года. В 1939 году окончил Борисоглебскую военную авиационную школу лётчиков. Служил в ВВС лётчиком (в Киевском военном округе).
Участник Великой Отечественной войны: в июне-сентябре 1941 — лётчик 89-го истребительного авиационного полка, в сентябре 1941 — январе 1943 — командир звена, заместитель командира и командир авиаэскадрильи, штурман 17-го истребительного авиационного полка. Воевал на Юго-Западном, Брянском и Воронежском фронтах. Участвовал в оборонительных боях на Украине, обороне Киева, боях на курском и белгородском направлениях, Воронежско-Ворошиловградской операции. 3 июля 1942 года в воздушном бою был ранен в голову.
Указом Президиума Верховного Совета СССР «О присвоении звания Героя Советского Союза начальствующему и рядовому составу Красной Армии» от 4 февраля 1943 года за «образцовое выполнение боевых заданий командования на фронте борьбы с немецкими захватчиками и проявленными при этом отвагу и геройство» удостоен звания Героя Советского Союза с вручением ордена Ленина и медали «Золотая Звезда».
В апреле-августе 1943 — лётчик-инспектор по технике пилотирования 278-й истребительной авиационной дивизии, в августе 1943 — мае 1945 — начальник воздушно-стрелковой службы 3-го истребительного авиационного корпуса. Воевал на Северо-Кавказском, Степном, Южном, 4-м Украинском, 3-м и 1-м Белорусских фронтах. Участвовал в воздушном сражении на Кубани, Донбасской, Мелитопольской, Крымской, Вильнюсской, Варшавско-Познанской, Восточно-Померанской и Берлинской операциях.
За время войны совершил 485 боевых вылетов на истребителях И-16, ЛаГГ-3, Ла-5, Р-39 «Аэрокобра», Як-1, Як-9 и Як-3, в воздушных боях сбил лично 22 и в составе группы 5 самолётов противника, в том числе в первый день Великой Отечественной войны 22 июня 1941 года сбил два фашистских истребителя.
После войны до 1948 года продолжал службу начальником воздушно-стрелковой службы истребительного авиакорпуса (в Группе советских войск в Германии). С января 1948 года — старший инспектор, начальник отдела и начальник группы, а в 1956—1958 — заместитель начальника Управления боевой подготовки истребительной авиации ПВО страны. В 1960 году окончил Военную академию Генштаба. В 1960—1963 — начальник Управления боевой подготовки авиации ПВО страны, с 1963 года — начальник отдела кадров авиации ПВО страны. С июня 1970 года генерал-майор авиации А. И. Новиков — в отставке.
Жил в Москве. Умер 23 октября 1986 года. Похоронен на Ваганьковском кладбище (55 уч.).
Память
В честь А. И. Новикова именем Новиков названа малая планета No.3157 Солнечной системы.

## Награды
- Герой Советского Союза (4.02.1943);
- орден Ленина (4.02.1943);
- три ордена Красного Знамени (2.08.1941; 7.04.1945; 1.08.1945);
- два ордена Отечественной войны 1-й степени (14.11.1943; 11.03.1985);
- четыре ордена Красной Звезды (12.03.1942; 4.06.1955; 30.04.1954; 22.02.1968);
- медали.